# Расова сегрегация
Ра́сова сегрега́ция – политика на принудително отделяне на някаква група от населението по расов или етнически признак. Дълго време е съществувала и в XX в. в американския юг след освобождаване на чернокожите в началото на втората половина на XIX в. В ЮАР до началото на 90-те години се съхранява такава форма на расовата сегрегация като апартейд, признат от „Международната конвенция за пресичане на престъпленията на апартейда и за неговото наказване“ за престъпление против човечеството.
На 17 май 1954 г. афроамериканецът Оливер Браун, както и 200 други съжители печелят делото за расовото разделение в американските училища.